# Juan Morales
Juan Morales, född 12 juli 1948 i Santiago de Cuba, är en kubansk före detta friidrottare.
Morales blev olympisk silvermedaljör på 4 x 100 meter vid sommarspelen 1968 i Mexico City.